# Řád za zásluhy (Jamajka)
Řád za zásluhy (anglicky: Order of Merit) je čtvrté nejvyšší státní vyznamenání Jamajky. Udílen je v jediné třídě občanům Jamajky i cizím státním příslušníkům, kteří dosáhli významných mezinárodních úspěchů v oblasti vědy, literatury, umění či v jiném oboru.

## Historie
Řád byl založen jamajským parlamentem 18. července 1969 Zákonem o národních řádech a oceněních. Do roku 2003 byl udílen zahraničním hlavám států, ale této funkce pozbyl po vytvoření Řádu znamenitosti.

## Pravidla udílení
Řád je udílen v jediné třídě za významné mezinárodní úspěchy v oblasti vědy, umění, literatury či jiné činnosti občanům Jamajky i cizím státním příslušníkům. Občané Jamajky se stávají řádnými členy, cizinci pak členy čestnými.
Řád nemá velmistra, ale generální guvernér Jamajky má funkci ekvivalentní k hodnosti kancléře řádu. Řád udílí na doporučení předsedy vlády.
V jednom roce může být udělen pouze dvěma osobám. Počet žijících osob vyznamenaných tímto řádem je omezen na 15, nepočítají se však zahraniční čestní členové. 
Členové a čestní členové řádu jsou oprávněni nosit řádové insignie a mohou být oslovováni jako The Honourable. Navíc mohou za svým jménem používat postnominální OM, v případě čestných členů OM (Hon.). Heslem řádu je He that does the truth comes into the light (Ten, kdo koná pravdu, přichází ke světlu).

## Insignie
Řádový odznak má tvar šesticípého bíle smaltovaného kříže s cípy ve tvaru rybí šupiny. Ramena jsou zlatě lemovaná a zdobí je modře smaltované květy. Uprostřed je zlatý státní znak Jamajky na stříbrném pozadí. Obklopený je červeně smaltovaným kruhem se zlatým nápisem HE THAT DOES THE TRUTH COMES INTO THE LIGHT.
Stuha je tmavě červená.